# Pallavolo ai XIII Giochi panamericani - Torneo maschile
Il torneo di pallavolo maschile a XIII Giochi panamericani si svolse a Winnipeg, in Canada, dal 24 luglio al 2 agosto 1999, e vi presero parte 8 nazionali nordamericane e sudamericane.

## Prima fase

### Girone A

#### Classifica
| Squadra   | Punti | G | V | P | SV | SP | Ratio |
| --------- | ----- | - | - | - | -- | -- | ----- |
| Brasile   | 6     | 3 | 3 | 0 | 9  | 3  | 3.000 |
| Cuba      | 5     | 3 | 2 | 1 | 8  | 3  | 2.666 |
| Venezuela | 4     | 3 | 1 | 2 | 4  | 6  | 0.666 |
| Barbados  | 3     | 3 | 0 | 3 | 0  | 9  | 0.000 |

### Girone B

#### Classifica
| Squadra     | Punti | G | V | P | SV | SP | Ratio |
| ----------- | ----- | - | - | - | -- | -- | ----- |
| Argentina   | 6     | 3 | 3 | 0 | 9  | 1  | 9.000 |
| Canada      | 4     | 3 | 1 | 2 | 6  | 6  | 1.000 |
| Colombia    | 4     | 3 | 1 | 2 | 5  | 8  | 0.625 |
| Stati Uniti | 4     | 3 | 1 | 2 | 3  | 8  | 0.375 |

## Fase finale

### Finali 1º/3º posto
|  | Semifinali | Semifinali | Semifinali |         |      | 1º/2º posto | 1º/2º posto | 1º/2º posto |  |
|  |            |            |            |         |      |             |             |             |  |
|  | Argentina  | Argentina  | 1          |         |      |             |             |             |  |
|  | Argentina  | Argentina  | 1          |         |      |             |             |             |  |
|  | Cuba       | Cuba       | 3          |         |      |             |             |             |  |
|  | Cuba       | Cuba       | 3          |         | Cuba | Cuba        | 3           |             |  |
|  |            |            |            |         | Cuba | Cuba        | 3           |             |  |
|  |            |            | Brasile    | Brasile | 2    |             |             |             |  |
|  | Brasile    | Brasile    | Brasile    | Brasile | 2    | 3           |             |             |  |
|  | Brasile    | Brasile    |            |         |      | 3           |             |             |  |
|  | Canada     | Canada     | 0          |         |      | 3º/4º posto | 3º/4º posto | 3º/4º posto |  |
|  | Canada     | Canada     | 0          |         |      |             |             |             |  |
|  |            |            |            |         |      |             |             |             |  |
|  |            |            |            |         |      | Argentina   | Argentina   | 1           |  |
|  |            |            |            |         |      | Argentina   | Argentina   | 1           |  |
|  |            |            |            |         |      | Canada      | Canada      | 3           |  |

### Finali 5º/7º posto
|  | Semifinali  | Semifinali  | Semifinali |          |           | 5º posto    | 5º posto    | 5º posto |  |
|  |             |             |            |          |           |             |             |          |  |
|  | Venezuela   | Venezuela   | 3          |          |           |             |             |          |  |
|  | Venezuela   | Venezuela   | 3          |          |           |             |             |          |  |
|  | Stati Uniti | Stati Uniti | 0          |          |           |             |             |          |  |
|  | Stati Uniti | Stati Uniti | 0          |          | Venezuela | Venezuela   | 3           |          |  |
|  |             |             |            |          | Venezuela | Venezuela   | 3           |          |  |
|  |             |             | Colombia   | Colombia | 0         |             |             |          |  |
|  | Colombia    | Colombia    | Colombia   | Colombia | 0         | 3           |             |          |  |
|  | Colombia    | Colombia    |            |          |           | 3           |             |          |  |
|  | Barbados    | Barbados    | 0          |          |           | 7º posto    | 7º posto    | 7º posto |  |
|  | Barbados    | Barbados    | 0          |          |           |             |             |          |  |
|  |             |             |            |          |           |             |             |          |  |
|  |             |             |            |          |           | Stati Uniti | Stati Uniti | 3        |  |
|  |             |             |            |          |           | Stati Uniti | Stati Uniti | 3        |  |
|  |             |             |            |          |           | Barbados    | Barbados    | 0        |  |

## Classifica finale
| Classifica | Squadre     |
| ---------- | ----------- |
|            | Cuba        |
|            | Brasile     |
|            | Canada      |
| 4          | Argentina   |
| 5          | Venezuela   |
| 6          | Colombia    |
| 7          | Stati Uniti |
| 8          | Barbados    |